# Пёх, Рудольф
Рудольф Пёх (нем. Rudolf Pöch; 17 апреля 1870, Тернополь, Королевство Галиции и Лодомерии — 4 марта 1921, Инсбрук) — австрийский врач, антрополог и этнолог.
Пёх также известен как пионер в области фотографии, кинематографии и аудиотехники. Был основоположником Института антропологии и этнографии Венского университета.

## Биография
Работа в этнологическом музее в Берлине вдохновила Рудольфа Пёха провести экспедицию в Новую Гвинею (1901—1906), где он был первым, кто предложил научные доказательства существования пигмеев на этом острове. Техническое оборудование Пёха состояло из фотокамеры, кинокамеры и фонографа, что позволило записывать коренное население на видео и фото. Его 72 записи песен и повестей папуасского языка в то время были большой сенсацией.
Между 1907 и 1909 годами состоялась вторая экспедиция под руководством Пёха в Южную Африку. Во время Первой мировой войны он проводил этнологические исследования в лагерях для военнопленных.
Хотя многие из теорий Пёха о коренных жителях Новой Гвинеи оказались ложными, однако современные исследователи и музеи и в дальнейшем пользуются его исследованиями и коллекциями. Его техническое оборудование экспонируется в Музее естествознания в Вене.
Умер в Инсбруке 4 марта 1921 года, похоронен на Центральном кладбище в Вене.

## Память

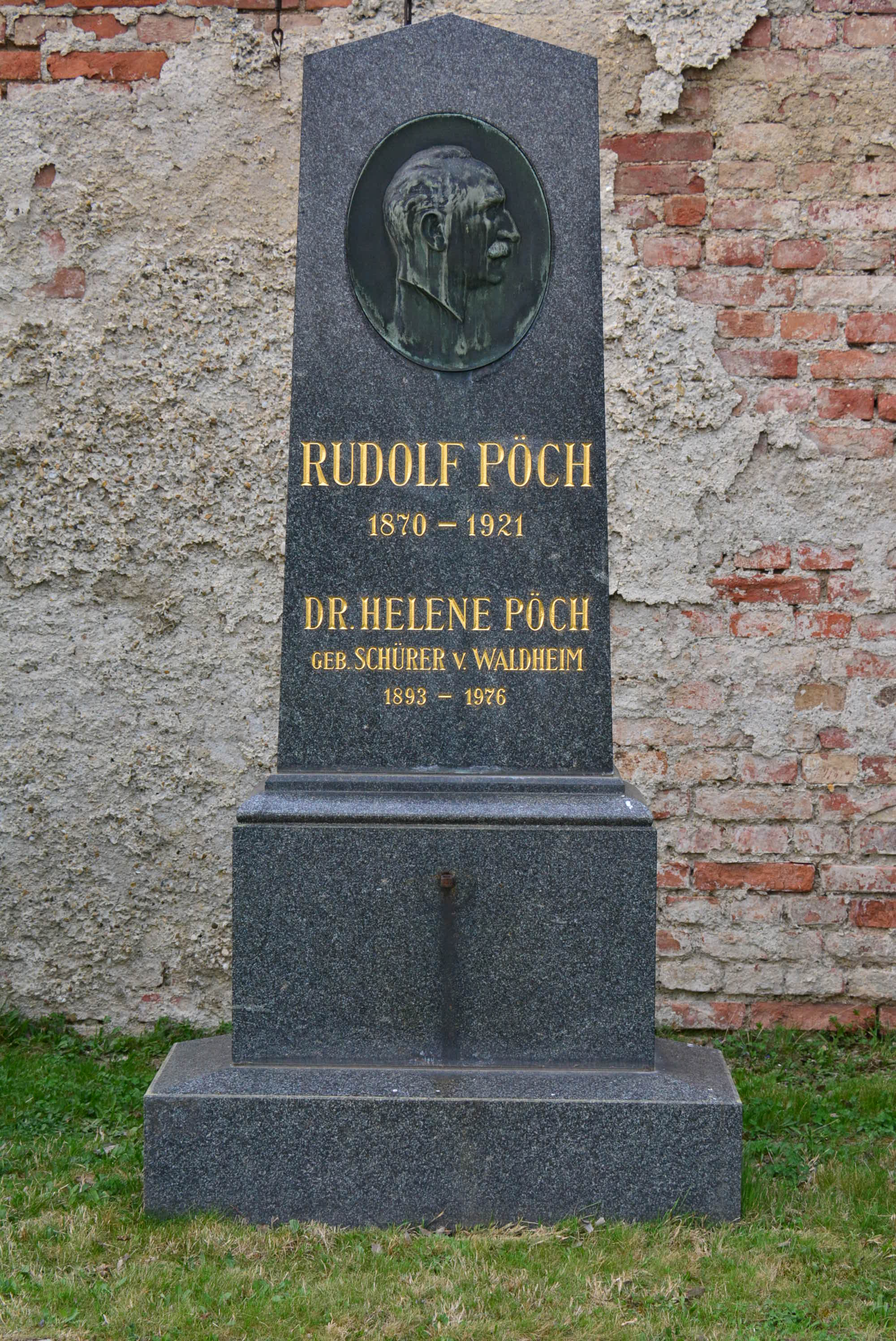
Могила Рудольфа Пёха на Центральном кладбище в Вене

В 1931 году в честь Рудольфа Пёха названа улица в Вене в районе Пенцинг.

## Работы
- «Reprints of Papers on the Bushman Tribes» (1910)
- «Reisen im Innern Südafrikas zum Studium der Buschmänner in den Jahren bis 1907 1909» (1910)
- «Über die Kunst der Buschmänner» (1911)